# Ballebjerg
Ballebjerg er den højeste bakke i Nordby Bakker på Nordsamsø, der med sine 64 moh. er Samsøs højeste punkt.
I 1920 blev opførte sognerådsformand og gårdejer Morten Madsen et lille ittejabtet observationstårn for sine egne penge. Inde i tårnet er en lille udstilling om stedets historie.
Fra toppen er det i klart vejr muligt at se til Mols, Hjelm, øerne øst for Samsø, Røsnæs, Endelave, Tunø samt hele Aarhus Bugt.